# Basshorn

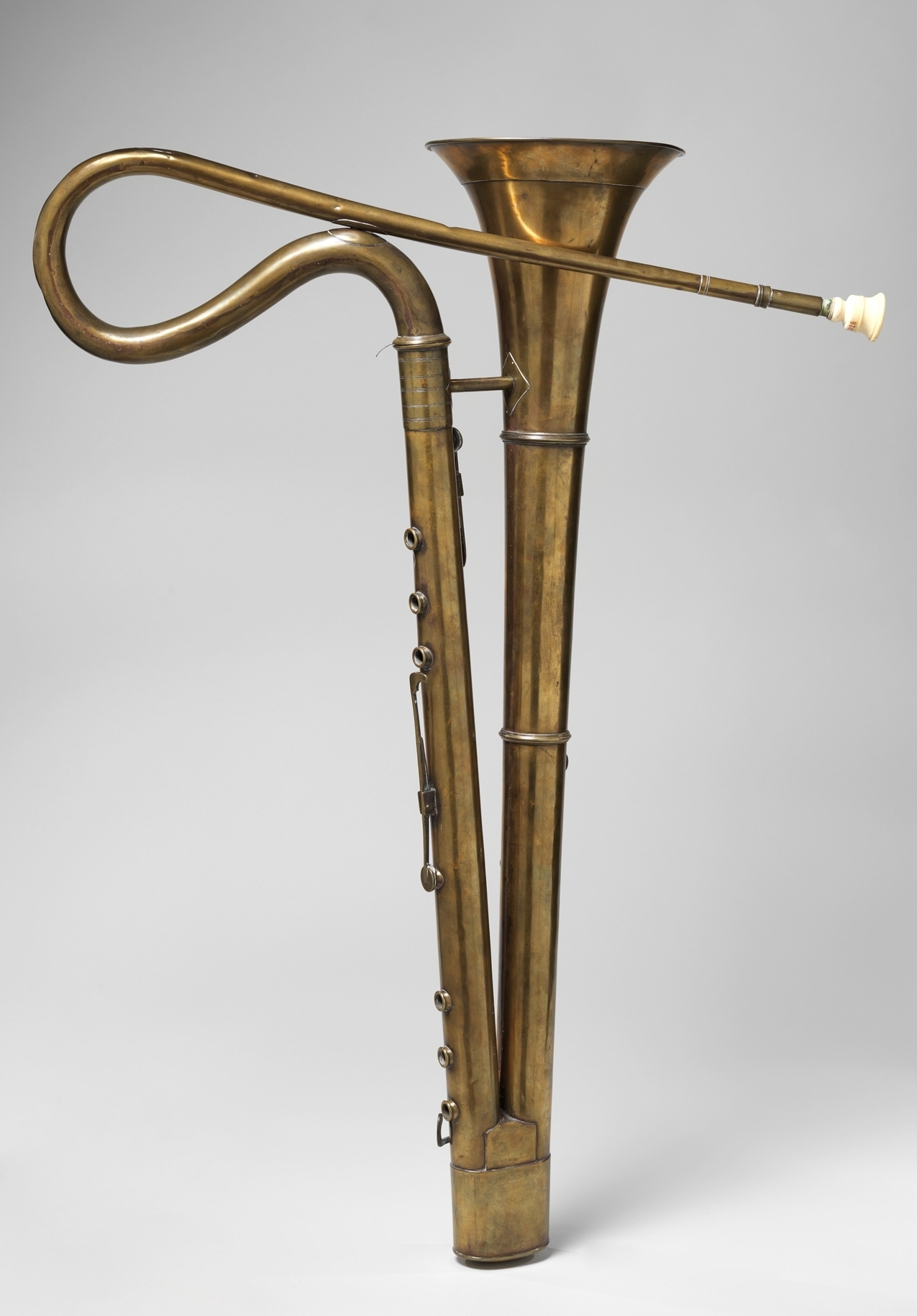
Basshorn z ok. 1835

Basshorn – dawny instrument muzyczny z rodzaju aerofonów ustnikowych.
Pierwszy basshorn zbudował około 1800 w Anglii Francuz A. Frichot. Instrument ten był głównie spotykany w orkiestrach wojskowych.